# Lorenzo Javier Jorge
Lorenzo Javier Jorge (ur. 2 lipca 1984 w Tacoronte) – hiszpański kickbokser wagi półciężkiej oraz ciężkiej. Posiadacz mistrzowskich pasów takich organizacji jak ISKA, WAKO Pro, Superkombat FC czy WKN.

## Kariera sportowa
Jest wielokrotnym mistrzem Hiszpanii w kickboxingu. W 2007 został mistrzem Europy ISKA w kat. -82 kg. W kwietniu 2010 zdobył pas mistrzowski WPMF natomiast w maju mistrzostwo WAKO Pro w formule low kick. W latach 2010–2012 pokonywał takich zawodników jak Francuz Zinédine Hameur-Lain oraz Holender Rodney Glunder. Notował porażki z utytułowanymi zawodnikami m.in. Surinamczykiem Tyronem Spongiem, Kongijczykiem Danyo Ilungą czy Chorwatem Mirko Filipoviciem. 
W 2013 związał się z rumuńską organizacją Superkombat Fighting Championship. 9 listopada 2013 przegrał z Białorusinem Iharem Buhajenką w eliminatorze do walki o pas SUPERKOMBAT w kat. junior ciężkiej. 22 listopada 2014 wygrał SUPERKOMBAT World Grand Prix 2014, natomiast 7 listopada 2015 został mistrzem tejże organizacji w wadze junior ciężkiej, nokautując Rumuna Andreia Stoicę w 1. rundzie. Poza tym zdobył również pas WKN Diamond w wadze super junior ciężkiej.
19 grudnia 2015 przegrał przez KO z Rosjaninem Artiomem Wachitowem. 6 sierpnia 2016 stracił pas SUPERKOMBAT i WKN Diamond przegrywając jednogłośnie na punkty z Rumunem Ionuțem Iftimoaie.

## Osiągnięcia
- Amatorski mistrz Hiszpanii
- Półprofesjonalny mistrz Hiszpanii
- Trzykrotny zawodowy mistrz Hiszpanii
- 2007: mistrz europy ISKA w wadze półciężkiej (-82 kg)
- 2010: mistrz europy WPMF w wadze ciężkiej
- 2010: mistrz świata WAKO Pro w kat. -94,1 kg, formuła low kick
- 2013: K-1 Event 4 Troyes Trophy - 1. miejsce w turnieju wagi ciężkiej
- 2013: mistrz europy WCSF w kat. -91 kg, formuła K-1
- 2013: mistrz świata Katana Fighting w wadze junior ciężkiej
- 2014: SUPERKOMBAT World Grand Prix - 1. miejsce
- 2015: K-1 Event 7 Grand Prix - 1. miejsce w turnieju kat. -96 kg
- 2015-2016: mistrz SUPERKOMBAT w wadze super junior ciężkiej
- 2015-2016: mistrz WKN Diamond w wadze super junior ciężkiej